# Eerste Vloot

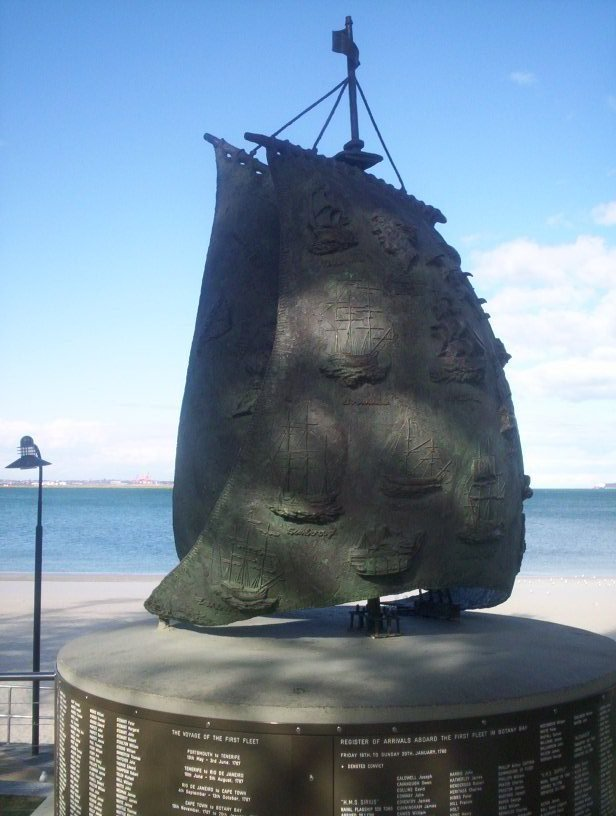
Monument in Sydney.

De Eerste Vloot bestond uit elf schepen die vanaf Groot-Brittannië uitvoeren in mei 1787 om de eerste Europese kolonie te vestigen in New South Wales. De vloot is geleid door Kapitein (en later Admiraal) Arthur Phillip. Phillip voer naar Botany Bay, maar vond dit geen geschikte plek en voer daarom verder tot Port Jackson. Het was een veroordeeldennederzetting waardoor de transportaties naar Australië konden beginnen. De plaats kreeg eerst de naam New Albion, maar werd later Sydney genoemd, naar de politicus Thomas Townshend, Lord Sydney.
De vloot bestond uit een tweetal marineschepen als escorte, de HMS Supply en de HMS Sirius, een zestal schepen met gevangenen, de Alexander, de Charlotte, de Friendship, de Lady Penrhyn, de Prince of Wales en de Scarborough en drie vrachtschepen, de Golden Grove, de Fishburn en de Borrowdale, met benodigdheden voor de kolonie, waaronder gereedschappen, zaden en medische benodigdheden.